# La Victoire des ailes
Pour plus de détails, voir Fiche technique et Distribution.
La Victoire des ailes (titre original : Winged Victory) est un film américain en noir et blanc réalisé par George Cukor, et produit par les studios 20th Century Fox et l'Armée de l'air américaine, sorti en 1944.

## Synopsis
Frankie Davis (Lon McCallister), Allan Ross (Mark Daniels) et Pinkie Scariano (Don Taylor) rejoignent l'armée de l'air américaine dans l'espoir de devenir pilotes. Lors de leur entraînement, ils se lient d'amitié avec Irving Miller (Edmond O'Brien) et Bobby Grills (Barry Nelson). Au cours de leur entrainement, ils rencontreront les succès, les échecs et les tragédies.

## Fiche technique
- Titre original : Winged Victory
- Réalisation : George Cukor
- Scénario : Moss Hart
- Production : Darryl F. Zanuck
- Société de production : Twentieth Century Fox et Les Forces aériennes de l'Armée des États-Unis
- Musique : David Rose, Leonard De Paur
- Photographie : Glen MacWilliams
- Costumes : Kay Nelson
- Montage : Barbara McLean
- Pays d'origine : États-Unis
- Format : Noir et blanc - 1,37:1 - Mono
- Genre : Film de guerre
- Durée : 130 min
- Dates de sortie : 
  -  États-Unis : 22 décembre 1944
  -  France : 3 août 1945

## Distribution
- Lon McCallister : Frankie Davis
- Jeanne Crain : Helen
- Edmond O'Brien : Irving Miller
- Jane Ball : Jane Preston
- Mark Daniels : Alan Ross
- Jo-Carroll Dennison : Dorothy Ross
- Don Taylor : Danny 'Pinkie' Scariano
- Judy Holliday : Ruth Miller
- Lee J. Cobb : Docteur
- Red Buttons : Whitey / Andrews Sister
- Barry Nelson : Bobby Crills
- Gary Merrill : Capitaine McIntyre
- George Reeves : Lieutenant Thompson
- Karl Malden : Adams
- Martin Ritt : Gleason
- Alan Baxter : Major Halper
- Alfred Ryder : Milhauser

Et, parmi les acteurs non crédités :
- Don Beddoe : Chapelain sur la plage
- Philip Bourneuf : Colonel Gibney
- Moyna MacGill : Mme Gardner
- Anthony Ross : Ross